# Pflegepersonal-Regelung
Die Regelung über Maßstäbe und Grundsätze für den Personalbedarf in der stationären Krankenpflege, kurz Pflegepersonal-Regelung (PPR), war ein Bestandteil des deutschen Gesundheitsstrukturgesetzes von 1992 und diente über die tägliche Bestimmung des Pflegeaufwandes stationärer Patienten der Ermittlung der notwendigen Anzahl von Pflegekräften in Krankenhäusern. Es wurde mit 21.000 Stellen ein um 8.000 Stellen höherer Bedarf festgestellt, als ursprünglich vorgesehen war. Deshalb, wegen der realitätsfernen Minutenwerte und wegen des hohen Erfassungsaufwandes wurde die PPR 1996 ausgesetzt und 1997 durch das Zweite GKV-Neuordnungsgesetz außer Kraft gesetzt. Seit dem 1. Juli 2024 gilt die Pflegepersonalbemessungsverordnung, deren Grundsätze in Anlehnung an die alte PPR als „PPR 2.0“ bezeichnet werden.

## Kategorien
Nach der PPR wurden Pflegekategorien nach Alter (Erwachsene, Kinder mit Altersstufen) und Pflegestufen (Allgemeine Pflege, Spezielle Pflege) unterschieden.
- A1 umfasste alle Leistungen für Patienten ohne besonderen Pflegebedarf.
- A2 bezeichnete Patienten, die Hilfestellungen in mindestens zwei Bereichen benötigten, z. B. Hilfe beim Aufstehen, Durchführung von Prophylaxen, Teilwäsche, Begleitung zum WC, Mahlzeiten mundgerecht aufbereiten.
- A3 bezeichnete Patienten, bei denen die Pflege in mindestens zwei Bereichen die Durchführung vollständig übernahm, z. B. Lagerung, Ganzkörperwäsche, Versorgung bei Inkontinenz, Mahlzeiten anreichen, Überwachung bei Desorientierung.
- S1 umfasste Leistungen der Behandlungspflege, die nicht unter S2 oder S3 fallen, z. B. einmal täglich Blutdruck messen.
- S2 bezeichnete Patienten, die mindestens eine Leistung der Behandlungspflege mit erhöhtem Aufwand erhielten, z. B. Dauerinfusionen, einfache Verbandswechsel, Kontrolle der Medikamenteneinnahme.
- S3 bezeichnete Patienten, die mindestens eine Leistung der Behandlungspflege mit hohem Aufwand erhielten, z. B. aufwändige Verbandswechsel, Überwachung bei Nebenwirkungen von Medikamenten.

## Heutiger Nutzen der PPR
Seit Einführung der DRG ist der direkte abrechnungsbezogene Gebrauch der PPR zunächst sinnlos geworden, da die Anwendung bei Abrechnung über Fallpauschalen ausdrücklich ausgeschlossen ist. Allerdings wird die PPR noch als internes Steuerungsinstrument (Benchmarking) in Krankenhäusern verwendet. So kann z. B. die erbrachte pflegerische Leistung auf verschiedenen Stationen miteinander verglichen und zur Personalplanung der Pflegedienstleitung herangezogen werden. Auch bei der Weiterentwicklung von Fallpauschalen zu Klinischen Behandlungspfaden fließt die PPR mit ein. Unter DRG-Bedingungen spielte die Pflegepersonalregelung in einer erweiterten Form eine Rolle bei der Errechnung des Pflegekomplexmaßnahmen-Score.

## PPR 2.0
Seit erstem Juli 2024 gilt verzögernd die PPR 2.0 (in Form der Pflegepersonalbemessungsverordnung) und Krankenhäuser sind gesetzlich verpflichtet, die Personalbemssung zu messen und einzuhalten, denn erst 2027 sind in weiteren Schritten sind gesetzliche Umsetzung und Erweiterungen geplant. Teilweise werden Personalvorgaben nur zu 45 bis 60 % eingehalten. Die Bemessung lag 2019 vor, wurde aber ignoriert, und nach mehreren Personalbemessungsstreiks endlich begonnen.

## Vorgeschichte tariflicher Erfolge
1956 wurden mit der Vereinigung kommunaler Arbeitgeberverbände Arbeitszeitverkürzungen (auf 54 Stunden) durchgesetzt. 1965 wurde durch Gewerkschaften und Berufsverbände das Krankenpflegegesetz durchgesetzt.
Februar 1988 kam es erstmalig zu Arbeitsniederlegungen in Großkrankenhäusern, 50.000 Beschäftigte legten für 90 Minuten die Arbeit nieder, in der Folge wurde 1992 eine Pflege-Personal-Regelung eingeführt. Mangels Weiterentwicklung wurde gewerkschaftlich für Tarifverträge Gesundheit bzw. Personalbemessung gekämpft.